# فرانسيس برابازون
كان فرانسيس برابازون (24 يناير 1907 - 24 يونيو 1984) هو شاعرًا استراليًا وعضواً في مهر بابا ماندالي.
ولد برابازون في لندن، لكنه انتقل إلى أستراليا مع عائلته عندما كان لا يزال صبيا. في سن ال 21، شرع فرانسيس برابازون في السعي لاكتشاف العلاقة بين الجمال والحقيقة. درس الموسيقى والرسم وأخيراً وجد مكانته في الشعر. في الأربعينيات من القرن العشرين، أصبح برابازون مهتمًا بالروحانية الشرقية وسرعان ما أصبح طالبًا للقائد الصوفي الأسترالي البارون فريدريك فون فرانكنبرغ.
مع وفاة أستاذه الصوفى في عام 1950، أصبح برابازون زعيم الحركة الصوفية في أستراليا. التقى مهير بابا في رحلة إلى أمريكا في عام 1952 ووصف فيما بعد بابا بأنه «تجسيد الحقيقة جدا وتجسيد الجمال جدا».  بعد العودة إلى أستراليا، تمكن فرانسيس وحزب من المساعدين من إكمال «بيكون هيل هاوس» بالقرب من سيدني في الوقت المناسب لزيارة بابا الأولى إلى أستراليا في أغسطس 1956. تم تغيير اسمها لاحقا لتصبح «مهير هاوس». في عام 1958 أنشأ برابازون مركزًا جديدًا على مساحة 100 أكر (40 ها) على جبل كيل في وومباي، كوينزلاند لاستضافة مهير بابا في زيارته الثانية. أثناء وجوده هناك، قام مهير بابا بتسمية المنطقة السكنية في أفاتار، وقال إنها ستصبح مكانًا للحج العالمي.
يوجد قبر فرانسيس على مسكن أفاتار المطل على المحيط. تمتلك شركة أفاتار آبود حقوق التأليف والنشر لأعمال فرانسيس برابازون.

## روابط خارجية
- الموقع الرسمي